# Euderces boucardi
Euderces boucardi là một loài bọ cánh cứng trong họ Cerambycidae.